# Zenvo

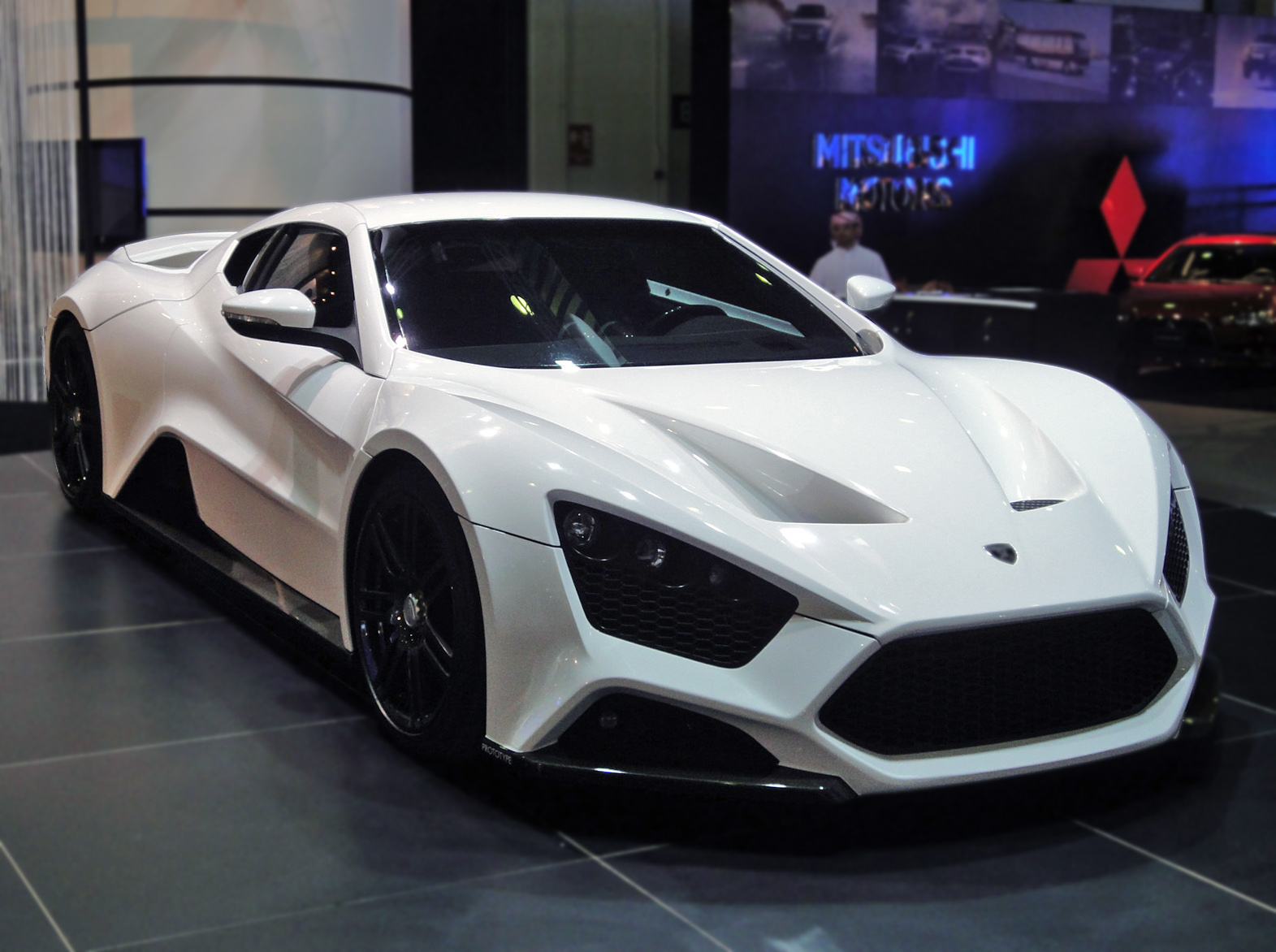
Zenvo ST1, o único carro da marca.

A Zenvo Automotive é uma fabricante de automóveis dinamarquesa localizada em Præstø na ilha de Zelândia. Fundada em 2004 por Troels Vollertsen, o nome 'Zenvo' é derivado da combinação das últimas 3 letras (sen) e das duas primeiras (vo) do seu sobrenome. O primeiro protótipo, que mais tarde se tornou o Zenvo ST1, foi anunciado em dezembro de 2008; sua produção começou em 2009. Apenas 15 carros foram fabricados, todos vendidos para clientes selecionados e aprovados.

## Zenvo ST1
O Zenvo ST1 é o primeiro supercarro de alta performance dinamarquês, o primeiro e único carro anunciado da marca até hoje.

### Especificações
O motor, um V8 de 6,8 litros montado a mão que é turboalimentado e sobrealimentado produz 1.119 cavalos a 6.900 rpm e 1.430 N·m (145.8 kgf·m) de torque a 4.500 rpm. O carro vai de 0-100 km/h em 3 segundos, e de 0-200 em 8,9 segundos, com uma velocidade máxima limitada eletronicamente a 375 km/h.
O ST1 vem equipado com um sistema de entrada sem chave (keyless entry), navegador GPS, volante com ajuste telescópico e assentos de corrida ajustáveis eletronicamente. Também vem com ABS e ESP, este último só é ativado no modo 'wet'. O chassi é feito de aço e o monocoque de alumínio.
Os freios a disco têm 380 mm de diâmetro, suas pinças têm seis pistões. A roda dianteira é de 19 polegadas, a traseira, de 20.

### Desenho
A Zenvo diz que o ST1 é inteiramente um design dinamarquês. O carro foi desenhado por Christian Brandt e Jesper Hermann. A carroceria em fibra de carbono foi feita na Alemanha e muitos outros componentes, como medidores, tanque de combustível, freios ABS, controle de tração e airbags vêm de carros americanos e alemães.

### Custo
O preço sugerido do carro é de €800,000 (R$ 2.683.063,34). O preço para registrá-lo na Dinamarca é de cerca de 16 milhões de coroas dinamarquesas (R$ 7.215.515,20) por causa dos elevados impostos de registro do país. No entanto, a Zenvo está focando apenas no mercado de exportação. A produção é limitada a 15 carros.